# Nate Diaz
Nathan Donald Diaz (Stockton, 16 de abril de 1985) é um lutador de MMA norte-americano, competindo atualmente pelo UFC na divisão dos Pesos Leves. Ele ficou conhecido como o vencedor da 5ª temporada do reality show The Ultimate Fighter.
Já lutou no Strikeforce, Pancrase e no WEC. Diaz foi graduado na High School Tokay em Lodi, Califórnia, e possui uma faixa preta de jiu-jitsu com César Gracie que recebeu no dia 5 de abril de 2012. Ele é o irmão mais novo do também lutador de MMA Nick Diaz.

## Carreira no MMA

### The Ultimate Fighter 5
Ele era um concorrente na The Ultimate Fighter 5 mostram, exclusivamente com pesos leves.Ele lutou em Jens Pulver equipe.Na fase preliminar, Diaz derrotou Rob Emerson pela submissão; nas quartas de final derrotou companheiro de Team companheiro Pulver Corey Hill via triangulo no primeiro round. Nas semifinais, derrotou Equipe Penn membro Gray Maynard por submissão, avançando para as finais, onde ele enfrentou Manvel Gamburyan..Embora Gamburyan venceu o primeiro round, ele foi forçado a apresentar na segunda rodada devido ao deslocamento do ombro direito como resultado de uma tentativa de takedown.Com isso, tornou-se Diaz o vencedor do The Ultimate Fighter 5.

### Ultimate Fighting Championship
Depois de derrotar Alvin Robinson no UFC Fight Night 12, exigiu lutadores mais fortes. Foi dada a Diaz  uma luta com Kurt Pellegrino no UFC Fight Night 13, Diaz derrotou Pellegrino por finalização (triângulo) no segundo round.
Diaz derrotou Josh Neer por decisão dividida no UFC Fight Night 15. Em seguida, Diaz lutou Clay Guida no UFC 94: St. Pierre vs. Penn 2. Após três rounds, os juízes atribuiu a Guida a vitória por decisão dividida, marcando primeira derrota de Diaz no UFC no que era também sua estréia no card principal.
Diaz conheceu Joe Stevenson no The Ultimate Fighter: United States vs. United Kingdom Finale, Diaz lutou com habilidades de wrestling de Stevenson, foi controlado com quedas ao longo dos 3 rounds, incapaz de trabalhar alguma finalização significativa ou ficar de pé.
Depois de duas derrotas consecutivas por decisão, ele foi anunciado no UFC Fight Night 19 contra Melvin Guillard. Ele mostrou coragem durante a luta, mantendo a compostura quando bateu várias vezes, tornando-se mais preciso e eficaz com seu boxe no segundo round, e depois de fez o backup de Guillard com uma combinação jab de esquerda e direita. Neste momento Diaz trancou uma guilhotina ou uma gravata peruana, usando a perna direita para manter Melvin na posição.
Diaz encarou Gray Maynard em 11 de janeiro de 2010, no evento principal no UFC Fight Night 20, uma revanche a partir de quando os dois se encontraram nas semifinais da The Ultimate Fighter 5, onde Diaz ganhou. Diaz perdeu em uma controversa.
Após três derrotas em quatro lutas, Nate pensou em fazer um movimento permanente em peso a 170 lb, declarando que "eu não ganho dinheiro suficiente para ter de largar este peso muito assim que eu gostaria de lutar em 170 e só ir para [155] de vez em quando." A luta contra o Rory Markham foi posteriormente confirmada. Na pesagem, Markham pesava 177, enquanto Diaz pesava no limite welterweight de 171 e a luta foi mudado para um combate catchweight. Diaz ganhou a luta por nocaute técnico no primeiro round. Após a vitória sobre Markham, Diaz afirmou que ele iria competir em ambas as classes de peso.
Sua próxima luta foi mais uma vez no meio-médio contra Marcus Davis em 28 de agosto de 2010 no UFC 118, Nate Diaz ganhou a luta usando sua vantagem alcance de grande efeito, acertando Davis com socos que causaram danos consideráveis ao longo do tempo. Diaz terminou Davis com uma guilhotina no round final, a luta ganhou Luta da Noite.
Diaz perdeu por decisão unânime de Dong Hyun Kim, em 1 de janeiro de 2011 no UFC 125, Diaz foi controlado por Kim para as dois primeiros round. Enquanto Nate ganhou a round final, já era tarde demais, Diaz perdeu a luta 29-28 em todos os cartões de pontuação dos juízes.
Diaz lutou Rory MacDonald em 30 de abril de 2011 no UFC 129, ele não foi capaz de montar nada muito significativo, falhando em quedas, e foi em grande parte controlada por MacDonald, perdendo por decisão unânime.
Após a perda, Diaz afirmou que ele estaria se movendo de volta para o Peso Leve. Diaz derrotou Takanori Gomi em 24 de setembro de 2011 no UFC 135 com um armlock no primeiro round. Durante a luta, Diaz mostrou que o boxe melhorou e também mostrou boa habilidade no chão, a transição perfeitamente a partir do triângulo para o armlock.
Diaz derrotou Donald Cerrone em UFC 141 via decisão unânime, em uma performance que ganhou ambos os participantes com luta da noite. Apesar de ser caído pés várias vezes por chutes de Cerrone, Diaz teve uma das melhores performances de sua carreira. Diaz estabeleceu um recorde CompuStrike, o desembarque de 82% dos ataques, ele jogou a caminho de sua vitória sobre o Cerrone.
Diaz enfrentou Jim Miller em 05 de maio de 2012 no UFC on Fox: Diaz vs. Miller em New Jersey. Com a vitória Diaz se tornou #1 Contender para o título dos leves do UFC. Diaz foi dominante em pé nos dois rounds, mesmo marcando um knock down no primeiro round, até Miller aplicou uma queda, a qual respondeu imediatamente Diaz com uma justa guilhotina, forçando a luta acabar aos 4:09 do segundo round. A apresentação Diaz ganhou bônus de submissão da noite.

### Disputa de cinturão dos Leves
Diaz foi derrotado por Ben Henderson em 8 de dezembro de 2012 no UFC on Fox: Henderson vs. Diaz por decisão unânime, em luta que valia o Cinturão Peso Leve do UFC.
Diaz enfrentou Josh Thomson em 20 de abril de 2013 no UFC on Fox: Henderson vs. Melendez. Diaz perdeu por desistência. Poucos segundos antes de o árbitro encerrar a luta com um nocaute técnico no segundo round, o córner de Nate Diaz jogou uma toalha dentro do octótono.
Diaz enfrentou Gray Maynard em 30 de novembro de 2013 no The Ultimate Fighter: Team Rousey vs. Team Tate Finale. Diaz partiu para cima de Maynard e com uma sequência avassaladora de socos deixou Maynard grogue, o árbitro percebeu que Maynard não teria mais como reagir e interrompeu o combate no 1º round encerrando a trilogia com uma vitória para Diaz. Diaz ainda faturou o prêmio de Nocaute da Noite.
Após pouco mais de um ano sem lutar, Diaz enfrentou o embalado Rafael dos Anjos em 13 de Dezembro de 2014 no UFC on Fox: dos Santos vs. Miocic. Na luta, Diaz foi completamente dominado por Rafael durante toda a luta.
Diaz enfrentou Michael Johnson em 19 de Dezembro de 2015 no UFC on Fox: dos Anjos vs. Cerrone II. Ele venceu a luta por decisão unânime, e ainda faturou o bônus de Luta da Noite.

### Diaz vs. Conor McGregor nos Meio-Médios
Nate substituiu Rafael dos Anjos no UFC 196 no dia 5 de março de 2016, em combate contra Conor McGregor. Conor tem o título dos penas (65,8 kg) e subiu para o peso leve (70,3 kg) para desafiar dos Anjos, no entanto, o embate aconteceu na categoria dos pesos meio-médios (77 kg). Diaz foi castigado, resistiu, provocou e, no segundo round, após conseguir encaixar bons golpes, viu seu adversário tentar a queda no desespero. Foi a senha para que Diaz achasse o caminho. Por cima, dominou as costas e encaixou um mata-leão aos 4:12.
Nate perdeu por decisão (majoritária) a revanche com o irlandês Conor McGregor na categoria dos Meio-Médios, em 20 de Agosto de 2016 no UFC 202: Diaz vs. McGregor II. A luta ganhou o prêmio de Luta da Noite.

### Despedida do UFC
Após um longo tempo fora do octógono, Diaz voltou para enfrentar Khamzat Chimaev, pela luta principal, no UFC 279: Diaz vs Chimaev. Porém, devido à problemas no corte, o lutador da Chechênia não bateu o peso, e a luta foi remarcada para Diaz vs Ferguson, no dia 10 de setembro de 2022. Nate Diaz venceu sua última luta do contrato no UFC por finalização, aos 2:09, do 4° round. No mesmo dia, Diaz anunciou que não renovaria o contrato com a organização, encerrando um vínculo de quinze anos.

## Campeonatos e realizações

### Artes Marciais Mistas
- Ultimate Fighting Championship
  - Vencedor do torneio dos leves do The Ultimate Fighter 5
  - Luta da noite (sete vezes)
  - Performance da Noite (duas vezes)
  - Finalização da Noite (quatro vezes)
  - Nocaute da Noite (uma vez)

## Cartel no MMA
| Cartel no MMA   |             |             |
| 34 lutas        | 21 vitórias | 13 derrotas |
| Por nocaute     | 4           | 2           |
| Por finalização | 13          | 1           |
| Por decisão     | 4           | 10          |

| Res.    | Cartel | Oponente         | Método                                    | Evento                               | Data       | Round | Tempo | Local                       | Notas                                                                                           |
| ------- | ------ | ---------------- | ----------------------------------------- | ------------------------------------ | ---------- | ----- | ----- | --------------------------- | ----------------------------------------------------------------------------------------------- |
| Vitória | 21-13  | Tony Ferguson    | Finalização (guilhotina)                  | UFC 279: Diaz vs. Ferguson           | 10/09/2022 | 4     | 2:09  | Las Vegas, Nevada           | Performance da Noite.                                                                           |
| Derrota | 20-13  | Leon Edwards     | Decisão (unânime)                         | UFC 263: Adesanya vs. Vettori 2      | 12/06/2021 | 5     | 5:00  | Glendale, Arizona           | Foi a primeira luta de 5 rounds sem ser a luta principal ou por um cinturão na história do UFC. |
| Derrota | 20-12  | Jorge Masvidal   | Nocaute Técnico (interrupção médica)      | UFC 244: Masvidal vs. Diaz           | 02/11/2019 | 3     | 5:00  | Nova Iorque, Nova Iorque    | Pelo cinturão simbólico BMF.                                                                    |
| Vitória | 20-11  | Anthony Pettis   | Decisão (unânime)                         | UFC 241: Cormier vs. Miocic 2        | 17/08/2019 | 3     | 5:00  | Anaheim, Califórnia         |                                                                                                 |
| Derrota | 19-11  | Conor McGregor   | Decisão (majoritária)                     | UFC 202: Diaz vs. McGregor II        | 20/08/2016 | 5     | 5:00  | Las Vegas, Nevada           | Luta da Noite.                                                                                  |
| Vitória | 19-10  | Conor McGregor   | Finalização (mata leão)                   | UFC 196: McGregor vs Diaz            | 05/03/2016 | 2     | 4:12  | Las Vegas, Nevada           | Volta aos Meio Médios; Luta e Performance da Noite.                                             |
| Vitória | 18-10  | Michael Johnson  | Decisão (unânime)                         | UFC on Fox: dos Anjos vs. Cerrone II | 19/12/2015 | 3     | 5:00  | Orlando, Florida            | Luta da Noite.                                                                                  |
| Derrota | 17-10  | Rafael dos Anjos | Decisão (unânime)                         | UFC on Fox: dos Santos vs. Miocic    | 13/12/2014 | 3     | 5:00  | Phoenix, Arizona            |                                                                                                 |
| Vitoria | 17-9   | Gray Maynard     | Nocaute Técnico (socos)                   | The Ultimate Fighter 18 Finale       | 30/11/2013 | 1     | 2:38  | Las Vegas, Nevada           | Nocaute da Noite.                                                                               |
| Derrota | 16-9   | Josh Thomson     | Nocaute Técnico (chute na cabeça e socos) | UFC on Fox: Henderson vs. Melendez   | 20/04/2013 | 2     | 3:44  | San Jose, California        |                                                                                                 |
| Derrota | 16-8   | Ben Henderson    | Decisão (unânime)                         | UFC on Fox: Henderson vs. Diaz       | 08/12/2012 | 5     | 5:00  | Seattle, Washington         | Pelo Cinturão Peso Leve do UFC.                                                                 |
| Vitória | 16-7   | Jim Miller       | Finalização (guilhotina)                  | UFC on Fox 3: Diaz vs. Miller        | 05/05/2012 | 2     | 4:09  | East Rutherford, New Jersey | Finalização da Noite.                                                                           |
| Vitória | 15-7   | Donald Cerrone   | Decisão (unânime)                         | UFC 141: Lesnar vs. Overeem          | 30/12/2011 | 3     | 5:00  | Las Vegas, Nevada           | Luta da Noite.                                                                                  |
| Vitória | 14-7   | Takanori Gomi    | Finalização (chave de braço)              | UFC 135: Jones vs. Rampage           | 24/09/2011 | 1     | 4:27  | Denver, Colorado            | Retornou aos Leves; Finalização da Noite.                                                       |
| Derrota | 13-7   | Rory MacDonald   | Decisão (unânime)                         | UFC 129: GSP vs. Shields             | 30/04/2011 | 3     | 5:00  | Toronto, Ontario            |                                                                                                 |
| Derrota | 13-6   | Dong Hyun Kim    | Decisão (unânime)                         | UFC 125: Resolution                  | 01/01/2011 | 3     | 5:00  | Las Vegas, Nevada           |                                                                                                 |
| Vitória | 13-5   | Marcus Davis     | Finalização Técnica (guilhotina)          | UFC 118: Edgar vs. Penn II           | 28/08/2010 | 3     | 4:02  | Boston, Massachusetts       | Luta da Noite.                                                                                  |
| Vitória | 12-5   | Rory Markham     | Nocaute Técnico (socos)                   | UFC 111: St-Pierre vs. Hardy         | 27/03/2010 | 1     | 2:47  | Newark, New Jersey          | Estreia nos Meio Médios; Markham não bateu o peso.                                              |
| Derrota | 11-5   | Gray Maynard     | Decisão (dividida)                        | UFC Fight Night: Maynard vs. Diaz    | 11/01/2010 | 3     | 5:00  | Fairfax, Virginia           |                                                                                                 |
| Vitória | 11-4   | Melvin Guillard  | Finalização (guilhotina)                  | UFC Fight Night: Diaz vs. Guillard   | 17/09/2008 | 2     | 2:13  | Oklahoma City, Oklahoma     | Finalização da Noite.                                                                           |
| Derrota | 10-4   | Joe Stevenson    | Decisão (dividida)                        | The Ultimate Fighter 9 Finale        | 20/06/2009 | 3     | 5:00  | Las Vegas, Nevada           | Luta da Noite.                                                                                  |
| Derrota | 10-3   | Clay Guida       | Decisão (dividida)                        | UFC 94: St-Pierre vs. Penn II        | 31/01/2009 | 3     | 5:00  | Las Vegas, Nevada           | Luta da Noite.                                                                                  |
| Vitória | 10-2   | Josh Neer        | Decisão (dividida)                        | UFC Fight Night: Diaz vs. Neer       | 17/09/2008 | 3     | 5:00  | Omaha, Nebraska             | Luta da Noite.                                                                                  |
| Vitória | 9-2    | Kurt Pellegrino  | Finalização (triângulo)                   | UFC Fight Night: Florian vs. Lauzon  | 02/04/2008 | 2     | 3:06  | Broomfield, Califórnia      | Finalização da Noite.                                                                           |
| Vitória | 8-2    | Alvin Robinson   | Finalização (triângulo)                   | UFC Fight Night: Swick vs. Burkman   | 23/01/2008 | 1     | 3:39  | Las Vegas, Nevada           |                                                                                                 |
| Vitória | 7-2    | Junior Assunção  | Finalização (guilhotina)                  | UFC Fight Night: Thomas vs. Florian  | 19/09/2007 | 1     | 4:10  | Las Vegas, Nevada           |                                                                                                 |
| Vitória | 6-2    | Manvel Gamburyan | Finalização (lesão)                       | The Ultimate Fighter 5 Finale        | 23/06/2007 | 2     | 0:20  | Las Vegas, Nevada           | Estreia no UFC; Ganhou o The Ultimate Fighter 5.                                                |
| Derrota | 5-2    | Hermes França    | Finalização (chave de braço)              | WEC 24: Full Force                   | 12/10/2006 | 2     | 2:46  | Lemoore, California         | Pelo Cinturão Peso Leve do WEC.                                                                 |
| Vitória | 5-1    | Dennis Davis     | Finalização (americana)                   | WC: Warrior Cup                      | 12/08/2006 | 1     | 2:00  | Stockton, California        |                                                                                                 |
| Vitória | 4-1    | Joe Hurley       | Finalização (triângulo)                   | WEC 21: Tapout                       | 15/06/2006 | 2     | 2:03  | Highland, California        |                                                                                                 |
| Vitória | 3-1    | Gil Rael         | Nocaute Técnico (socos)                   | WEC 20: Cinco de Mayhem              | 06/05/2006 | 1     | 3:35  | Lemoore, California         |                                                                                                 |
| Vitória | 2-1    | Tony Juares      | Nocaute Técnico (socos)                   | Strikeforce: Shamrock vs. Gracie     | 10/03/2006 | 1     | 3:23  | San Jose, California        | Estreia no Strikeforce.                                                                         |
| Derrota | 1-1    | Koji Oishi       | Decisão (unânime)                         | Pancrase 2005 Neo-Blood Tournament   | 27/08/2005 | 3     | 5:00  | Tóquio                      |                                                                                                 |
| Vitória | 1-0    | Alex Garcia      | Finalização (triangulo)                   | WEC 12: Halloween Fury 3             | 21/10/2004 | 3     | 2:17  | Lemoore, California         | Estreia no WEC.                                                                                 |